# Crotalaria haumaniana
Crotalaria haumaniana är en ärtväxtart som beskrevs av Rudolf Wilczek. Crotalaria haumaniana ingår i släktet sunnhampor, och familjen ärtväxter. Inga underarter finns listade i Catalogue of Life.